# 디시인사이드
디시인사이드(영어: Dcinside, DC) 대중적으로는 디시, 디씨는 국내 최대 규모 커뮤니티 사이트의 운영 기업이다. 본사는 서울특별시 강남구 테헤란로 77길 14(삼성동)에 위치해 있다.
1999년 디지털카메라 정보 사이트로 출범 하였으나, 2000년대 초반 제공하던 커뮤니티 서비스가 인기를 얻으며 급속도로 빠른 성장세를 보였다. 2021년 12월 기준으로 이스라엘의 인터넷 트래픽 분석 업체 시밀러웹에 따르면 전 세계 사이트 중 130위, 한국 사이트 중 5위에 올랐다. 시밀러 웹은 매월 방문자 수와 트래픽 기준으로 인터넷 사이트 순위를 발표하고 있는데 디시인사이드의 2021년 11월 월간 총 방문자 수는 1억 8310만 명이다.

## 역사
디시인사이드는 1999년 10월 6일, 현재 디시인사이드 대표인 김유식에 의해 개설되었다. 개설 초기의 명칭은 김유식의 Digital Camera Inside였는데, 여기서 알 수 있듯이 사이트 개설 초기에는 주로 디지털 카메라 정보 및 카메라 리뷰, 사용자가 찍은 사진을 올릴 수 있는 게시판 등 디지털 카메라에 관한 콘텐츠를 다루었다.
이후 사이트 내에 사진과 함께, 게시물을 올릴 수 있는 풍경, 인물, 엽기 등의 각종 갤러리를 개설하였다. 2000년 3월 ㈜디지털인사이드라는 영업을 했다. 2000년대 초반 사회적인 엽기 코드 유행으로 인해 엽기 갤러리가, 네티즌들의 호기심 등에 의해 누드 갤러리가 인기를 끌었다. 이 외에도 스포츠, 학술, 교육, 정치, 음식, 패션과 같은 일반적인 화제를 취급하는 갤러리도 있으며, 각 게임, 학교, 연예인, 텔레비전 드라마 전용의 갤러리 등 세세한 화제를 취급하는 갤러리도 있다.
2014년 디시인사이드는 1,600여 개의 갤러리, 하루 순 방문자 수 350만 명, 일일 페이지뷰 5천5백만에 달하는 대형 커뮤니티로 성장하였다. 2015년 6월 1일에 디시 위키가 오픈 하였으며 2016년 1월 13일에 사용자가 원하는 갤러리를 직접 만들 수 있는 마이너 갤러리 기능이 생성되었다. 또한 2020년 12월 14일에는 익명으로 이용할 수 있는 미니 갤러리가 생겼다.

## 문화
디시인사이드는 현재 대한민국의 인터넷 문화의 중심지, 인터넷 이디엄의 근원이자 모태로 알려져 있다. 실제로 '한국 인터넷에서 유행하는 신조어, 은어들이나, 합성소재들, 유머 자료 등은 대부분 디시인사이드에서 파생 되었다고 해도 과언이 아니다'라는 의견이 많은 사람에게 받아들여져 왔지만, 최근엔 그 수가 크게 줄었고 새로운 인터넷 매체인 페이스북과 같은 인터넷 커뮤니티에 의해 입지에 위협을 받고 있다.
교수는 “어쨌든 한국 네티즌의 새로운 인터넷 문화가 디시인사이드라는 공간 내에서 창출 되었고, 인터넷의 독특한 언어 방식, 패러디, 폐인 문화, 놀이를 넘어 탄핵 무효 운동으로 나간 것처럼, 놀이에서 정치까지 다양한 영역에서 네티즌의 독특한 문화의 진원지가 되었던 것은 사실”이라고 평가하였다.

### 어조와 악플
초창기의 디시인사이드는 비교적 예의를 중시 하는 사이트였으나, 당시 악플러 '씨벌교황'이 게시글을 쓸 때, 수위 높은 욕설을 많이 사용하였고, 이에 대한 대응과 반작용으로 디시 이용자들 사이에서도 욕설과 악플이 생겨났다. 그리고 이상한 사이트나 다크웹 등에서 유입된 악플러나 범죄자들만이 아닌 환빠나 일빠 등도 역사 갤러리 등을 막장으로 만드는데 크게 기여했다. 다른 커뮤니티와 다르게 운영진의 개입도 적은 편이고, 회원가입 없이 글쓰기와 읽기가 용이한 것이 많은 접속자들을 보유하는 원동력이기도 하다. 그러나 그런 자유로움 탓에 종종 구설과 사회적 물의를 일으키는 사건들이 발생하여 비판을 받기도 한다. 이는 또한 타 온라인 커뮤니티가 디시인사이드 회원에게 반감을 가지는 계기가 되기도 한다.

### 정치 성향
2000년대 초창기 디시인사이드의 성향은 진보적이었고, 노무현 등 진보 또는 민주당 계열 인사를 지지하는 편이었다. 2002년 대통령 선거에서도 노무현 후보에 대한 지지 여론이 높았다. 심지어 2004년, 노무현 대통령이 탄핵 위기에 처하자, 오프라인에서 탄핵 무효 시위를 벌이기도 하였다. 반대 성향의 이용자도 종종 있었으나, 당시 인터넷 상황과 같이 보수 우파 유저는 많지 않았다. 2004년 디시인사이드 정치 세력의 구심점이었던 정치, 사회 갤러리(이하 정사갤)의 진보 성향 논객들이 오프라인에서 전여옥 의원과의 토론에 패배하고 정사갤에서 떠난 이후 완전히 성향이 바뀌고, 보수 이용자가 대거 유입되게 된다. 하지만 2008년 광우병파동 시위 때의 주도적 역할과 4대강 반대운동 등의 사건으로 대다수 갤러리는 진보적 성향이 강했다. 하지만 2009년을 기점으로 보수 성향을 가진 유저들의 목소리가 커지며 주도권을 잡기 시작한다. 그러던 중 같은 사이트에서 파생된 극우 커뮤니티 일베저장소의 등장으로 디시에 있던 극우 성향의 유저들 다수가 빠져나갔으며, 갤러리 별로 성향도 각기 다르고 변화도 심해져 특정 지어 말하기는 불가능하다. 그러나 일베저장소의 회원 수는 과거에 비해 많이 줄어들었고, 2016년 기존 일베저장소 회원들이 상당수 디시인사이드로 유입되면서 성향이 보수화되었다.
전체적으로 중도우파 계열에 자유주의 성향이 강하며 문재인이 대통령에 집권한 이후부터는 반문재인, 반민주당 성향도 점점 짙어졌다. 하지만 이 외에도 갤러리마다 공산주의, 사회민주주의, 사회자유주의, 여성주의, 중도주의, 고보수주의, 대안우파, 파시즘 등 성향이 다양해 성향을 보수, 진보로 규정하기가 불가능하다. 전체적으로 극우파 성향을 띠는 갤러리도 있고, 더불어민주당이나 국민의힘 지지자, 사회주의 운동가 등이 활동 하는 갤러리도 활성화되어 있어 진보와 보수 이용자가 전체적으론 균형을 맞추고 있는 까닭이다.

### 비하
2000년대 후반부터 상당수의 디시인사이드 유저들은 특정지역을 비하하는 지역드립 성향이 짙어졌다. 2014년 세월호 침몰 사고 이후 최근에는 자국을 비하하는 경향이 두드러지고 있다. 또한 여러 가지 신조어들이 만들어지면서 다른 커뮤니티들로도 널리 확산되고, 인터넷을 넘어 현실 속에서도 자주 사용될 만큼 파급 효과가 상당했다. 현재는 실시간 베스트에 남녀 갈등, 사회이슈에 대한 글과 비하, 혐오, 자극적인 이슈가 자주 올라올 만큼 특정 성향 유저들의 분포가 강하게 나타난다.

## 갤러리
디시인사이드에서 운영하는 몇 개의 서비스(갤러리, 갤로비, 갤로그, 디시뉴스, 위키 등) 중 가장 대표적이며 사이트를 움직이는 큰 축이다. 갤러리는 각 분야로 나뉘어 사진과 정보를 다루는 게시판으로 구성되어 있으나, 본래의 목적과는 다르게 전용되기도 한다. 줄여 부를 때 '갤'로 부르는데, 각 갤러리는 앞 단어의 음절 한두 개를 따 '갤' 앞에 붙인다. 국내 야구 갤러리로 예를 들면, '야갤'인 식으로 줄인다. 연예인 갤러리도 존재한다. 연예인이 아니더라도 존재하는 인물 이름을 딴 갤러리가 있다.
운영 초기에는 사진이 없으면 게시물이 삭제되었기 때문에 본문 내용과 아무 관련 없는 사진을 올리는 경우가 많았는데, 여기서 등장한 것이 짤방이다. 또한 갤러리라는 명칭도 사진을 올린다는 특성에서 비롯되었다.
널리 알려진 갤러리로는 HIT 갤러리(약칭 힛갤), 실시간 베스트 갤러리(실베), 국내야구 갤러리(야갤), 합성 갤러리(구 합성-필수 요소 갤러리, 합필갤), 카툰-연재 갤러리(카연갤), 애니-일본 갤러리(애갤), TWICE 갤러리(트갤), 정치, 사회 갤러리(정사갤, 구 주식 갤러리), 남자 연예인 갤러리(남연갤), 해외 축구 갤러리(해축갤), 위키 갤러리(위갤, 읶갤), 나무위키 마이너 갤러리(남갤), 잡담 마이너 갤러리(잡갤) 등이 있으며, 이 중에 국내야구 갤러리가 가장 활발하다. 이 때문에 국내야구 갤러리는 디시인사이드의 수도라고 불리기도 한다.

### 마이너 갤러리
2016년 1월 13일에 새로 생긴 기능이며, 갤러리 신청 없이 직접 갤러리를 만들 수 있는 기능이다. 활동량이 많은 마이너 갤러리는 정식 갤러리로 승격되기도 한다. 마이너 갤러리의 특징은 주체가 디시 측으로 넘어가지 않고 운영진의 통제 하에 놓을 수 있다는 이점이 있다.
모든 갤러리는 처음 개설할 때 미니 갤러리 이외에는 마이너 갤러리로 개설된 후 정규 갤러리로 승격하는 형태를 하고 있으며, 승격을 포기하면 계속 마이너 갤러리로 남게 된다.

### 미니 갤러리
2020년 12월 14일에 새로 생긴 기능이며, 전체적인 모양은 마이너 갤러리와 유사하나 마이너 갤러리보다 더 폐쇄적인 모양을 띄고 있다. 대표적인 기능은 아래와 같다.
- 정식 갤러리로 승격되지 않음
- 중복 주제로 개설 가능
- 비공개 한정 즉시 개설
- 멤버: 갤러리의 멤버만 글을 쓸 수 있다.
- 익명: 익명으로 닉네임이 노출된다. 닉네임은 매니저가 정한다.
- 비밀글: 비밀번호를 설정해 자신과 매니저만 볼 수 있다.
- 자동 삭제: 특정한 시간에 자동으로 삭제되게 할 수 있다.
- 투표: 투표를 하는 기능이다.

## 대중문화

### 영화
- 2013년 - 잉투기

### 드라마
- 2015년 - MBC 드라마 앵그리맘에 디시인사이드를 모티브로 한 사이트가 등장한다.

## 같이 보기
- 오늘의유머
- 일베저장소
- 웃긴대학
- 5채널
- 4chan
- 보배드림

### 내용주
1. ↑  대표적으로 루리웹이 있다.